# Templeux-le-Guérard
Templeux-le-Guérard é uma comuna francesa na região administrativa de Altos da França, no departamento de Somme. Estende-se por uma área de 6,48 km². Em 2010 a comuna tinha 182 habitantes (densidade: 28,1 hab./km²).